# Беттіно Рікасолі
Беттіно Рікасолі (італ. Bettino Ricasoli; 29 березня 1809 — 23 жовтня 1880) — італійський барон, державний і політичний діяч, двічі обіймав посаду прем'єр-міністра Італії.

## Життєпис
Народився в провінції Тоскана, в місті Флоренція. Займався сільським господарством у своєму родовому маєтку Броліо, що біля міста Сієна, втім після вступу Пія IX на папський престол розпочав громадську діяльність і невдовзі став лідером тосканських поміркованих лібералів. Рікасолі запропонував великому герцогу Леопольду II план реформ, акцентуючись на свободі слова, втім план Беттіно не було прийнято.
Згодом Рікасолі був обраний гонфалонієром (мером) Флоренції. 1848 року був обраний депутатом до тосканської палати. Одночасно з депутатською діяльністю заснував газету «Patria». 1849 року став членом тимчасового уряду, втім не виправдав загальних очікувань, ставши на сторону не республіканців, а прибічників реставрації Леопольда II.
Після реставрації Рікасолі на деякий час відійшов від політики. Однак 1857 року Беттіно повернувся до публіцистики та знову намагався особисто вплинути на великого герцога, переконуючи його укласти союз із П'ємонтом і відновити конституцію.
1859 року Рікасолі після втечі Леопольда очолював тимчасовий уряд і сприяв включенню Тоскани до складу Італії. Коли це відбулось, Віктор Емануїл II призначив його генерал-губернатором Тоскани.
Від 1860 року був обраний до лав італійського парламенту.
Після смерті Камілло Бенсо ді Кавура Рікасолі сформував свій кабінет, в якому за собою залишив портфель міністра закордонних справ, тимчасово також пост міністра оборони, а потім — міністра внутрішніх справ. Той кабінет протримався 9 місяців (1861—1862) і поступився місцем більш поміркованому уряду Урбано Раттацці.
Від 1866 до 1867 року Рікасолі знову очолював уряд. У той період він провів війну з Австрією, під час якої опирався планам сепаратного, окремо від Пруссії, мирного договору з Австрією. Коли складений ним проект реформ, до складу яких входила децентралізація управління, розбився, Рікасолі знову вийшов у відставку.
Нагороджений орденом Святого Йосипа у ступені лицаря.